# Eleccions legislatives sueques de març de 1914
Les eleccions legislatives sueques de març de 1914 es van celebrar el 27 de març de 1914. Els més votats foren els moderats i Hjalmar Hammarskjöld fou nomenat primer ministre de Suècia.

## Resultats
|                         |                                             |           |       |          |     |  |  |  |
| Partits                 | Partits                                     | Vots      | %     | Escons   | +/− |  |  |  |
|                         | Lliga Electoral General (AV)                | 286.250   | 37,65 | 86 / 230 | 22  |  |  |  |
|                         | Associació Nacional de Lliurepensadors (FL) | 245.107   | 32,24 | 71 / 230 | 31  |  |  |  |
|                         | Partit Socialdemòcrata (S)                  | 228.712   | 30,09 | 73 / 230 | 9   |  |  |  |
|                         | Altres partits                              | 125       | 0,02  | 0 / 230  | =   |  |  |  |
|                         |                                             |           |       |          |     |  |  |  |
| Vots vàlids             | Vots vàlids                                 | 760.194   | 99,58 |          |     |  |  |  |
| Vots blancs i invàlids  | Vots blancs i invàlids                      | 3.229     | 0,42  |          |     |  |  |  |
| Total                   | Total                                       | 763.423   | 100   | 230      | =   |  |  |  |
| Abstenció               | Abstenció                                   | 329.031   | 30,12 |          |     |  |  |  |
| Inscrits / participació | Inscrits / participació                     | 1.092.454 | 69,88 |          |     |  |  |  |